# Chiesa della Beata Vergine Assunta (Crescentino)
La chiesa Santa Maria Assunta è la parrocchiale di Crescentino, in provincia e arcidiocesi di Vercelli; fa parte del vicariato di Trino.

## Storia
L'originaria cappella crescentinese sorse con ogni probabilità nel 1242, anno di fondazione del paese; nel 1486 l'edificio venne dotato di una cappella laterale dedicata a san Pietro, voluta dalla contessa Giovanna Tizzoni.
Nel 1546 venne posta la prima pietra della nuova chiesa, che fu consacrata cinque anni dopo, sebbene non ancora completa; i lavori terminarono infatti solo nel 1580. Nel 1592 l'arcivescovo Marcantonio Visia la eresse a parrocchiale durante la sua visita pastorale.
La chiesa fu interessata da un intervento di rifacimento e di ammodernamento nel XVIII secolo; l'architetto Ferdinando Bonsignore presentò un progetto per la nuova facciata, che però non venne mai eseguito a causa dei successivi accadimenti del periodo napoleonico.
Nel 1906 fu eretto su disegno dall'ingegner Canetti il nuovo campanile, dopo la demolizione della precedente torre; nel 1927 la chiesa venne restaurata e negli anni settanta si provvide, in ossequio alle norme postconciliari, a installare il nuovo altare rivolto verso l'assemblea.

## Descrizione

### Esterno
La facciata a salienti della chiesa, rivolta a ponente e suddivisa da una cornice marcapiano in due registri, entrambi scanditi da paraste, presenta in quello inferiore i tre portali d'ingresso e due finestre e in quello superiore, che è affiancato da due volute e coronato dal timpano triangolare, si apre il rosone, caratterizzato dalla raffigurazione di San Crescentino.
Annesso alla parrocchiale è il campanile a base quadrata, spartito in più ordini, in ognuno dei quali si aprono quattro monofore; è coperto dal tetto a quattro falde.

### Interno
L'interno dell'edificio è suddiviso da pilastri a base cruciforme, sorreggenti archi a tutto sesto, in tre navate, su cui si aprono le cappelle laterali: al termine dell'aula si sviluppa il presbiterio, rialzato di alcuni gradini e chiuso dall'abside semicircolare.
Qui sono conservate diverse opere di pregio, tra le quali l'affresco ritraente il Martirio di San Crescentino e la pala con soggetto la Beata Vergine col Bambino, attribuita a Guglielmo Caccia detto il Moncalvo.